# Turjanski Vrh
Turjanski Vrh este o localitate din comuna Radenci, Slovenia, cu o populație de 80 de locuitori.